# Zemljodilac
Zemljodilac su bile tjednik na hrvatskom jeziku iz Subotice.
Bile su pisane ikavicom.
Izlazile su 1922. godine kao organ Radikalne stranke.
Uređivali su ih Šime Rudić i Antun Vidaković Božan.
List je prestao izlaziti padom političara koji su ga financirali.
Nešto kasnije su počele izlaziti Bunjevačke novine, koje su zamijenile Zemljodilčevo mjesto na medijskom prostoru.